# Senomyx
Senomyx (NASDAQ: SNMX) é uma empresa de biotecnologia estadunidense que trabalha com desenvolvimento de aditivos para amplificar determinados sabores e cheiros em alimentos. A empresa afirma ter, essencialmente, "engenharia reversa" de como os receptores humanos reagem a gosto e aroma e que eles estão explorando descobertas para produzir produtos químicos com gosto melhor.

## História
A Senomyx foi fundada pelo bioquímico americano Lubert Stryer em 1999. Em maio de 2001, Stryer retornou a lecionar na Universidade Stanford e pediu demissão da Senomyx, mas continuou a integrar, como presidente, o Editorial Científico.
A empresa desenvolvou a Substância 951, um potencializador usado para amplificar a sensação doce do açúcar em produtos alimentícios, permitindo assim a redução do uso de adoçantes nos alimentos.
Atualmente, a Senomyx desenvolve sabores patenteados usando "receptores baseados em sistemas de ensaio". Esses receptores foram previamente expressos em células HEK293. Essas células representam células embrionárias de um rim humano, provenientes inicialmente de um feto saudável abortado no início da década de 1970. Usando informações da sequência do genoma humano, a Senomyx identificou centenas de receptores gustativos e, atualmente, é proprietária de 113 patentes de suas descobertas. Senomyx colabora com sete das maiores empresas alimentícias do mundo para continuar suas pesquisas e o desenvolvimento de sua tecnologia. Ajinomoto, Kraft Foods, Schweppes (integrante da The Coca-Cola Company), PepsiCo, Firmenich e Nestlé colaboram com a Senomyx, mas não especificam onde esses aditivos podem ser encontrados em seus produtos.